# 5390 Huichiming
5390 Huichiming è un asteroide della fascia principale. Scoperto nel 1981, presenta un'orbita caratterizzata da un semiasse maggiore pari a 1,9391768 UA e da un'eccentricità di 0,0771693, inclinata di 23,81268° rispetto all'eclittica.